# Coffea carrissoi
Coffea carrissoi är en måreväxtart som beskrevs av Auguste Jean Baptiste Chevalier. Coffea carrissoi ingår i släktet Coffea och familjen måreväxter. Inga underarter finns listade i Catalogue of Life.